# Lazze Ohlyz
Lazze Ohlyz var en svensk duo aktiv under åren 2005 till 2010.
Gruppen betecknade sig själva som norra Europas första marxist-leninistiska dansbandsduo. Musiken karaktäriseras av Lazze Ohlyz gränsöverskridande ambitioner att blanda propagandistisk vänsterpolitik med countryinfluerad dansbandsmusik. Genren gick enligt dansbandsduons egen utsago under namnet Prugg, vilket är en förkortning av sammansättningen progressiv bugg.
18 juli 2009 uppmärksammades Lazze Ohlyz i DN kultur där några textrader från den outgivna låten Dansbandsfront för Socialism citerades som förklaring till varför dansbandsduon bildades.
| ” | En dag klingade tonerna ut, folkparken revs och dansen tog slut det blev köpcenter, diskotek och bowling då förstod vi att ett dansband för att segra måste byggas på klasskampens grund vi läste Lenin, lärde oss A7, strök våra skjortor med rosa krås och vi bildade ett band! | „ |

Utöver en mängd konserter i Sverige har Lazze Ohlyz även uppträtt i Norge under Sosialistisk Ungdoms sommarläger i Risøya. Lazze Ohlys sista konsert hölls i Kungsträdgården inför ca 15 000 demonstranter i samband med Vänsterpartiets firande av arbetarrörelsens högtidsdag Första Maj 2010.
Bandnamnet härstammar från vänsterpartiets före detta partiledare Lars Ohly.

## Diskografi
- 2006 - Dans och klasskamp i Parken
- 2007 - På landsvägar för kärlek och kommunism
- 2010 - Samma gamla goa låtar